# マテオ・ムサッキオ
マテオ・ムサッキオ（Mateo Musacchio、1990年8月26日 - ）は、アルゼンチン・ロサリオ出身の元サッカー選手。ポジションはディフェンダー。

## 経歴

### クラブ
16歳の時にCAリーベル・プレートからデビューし、2006-07シーズンは4試合に出場した。2008後期リーグを制したが、出場機会はなかった。
2009年8月31日、リーガ・エスパニョーラのビジャレアルCFと5年契約を結んだ。2009-10シーズンはビジャレアルCF Bに登録されてセグンダ・ディビシオン（2部）の試合に出場していたが、ビジャレアルBで指導を受けたフアン・カルロス・ガリード監督がトップチームの監督に就任すると、2010年2月13日、アスレティック・ビルバオ戦で途中出場してトップチームデビューした。2月25日にはUEFAヨーロッパリーグのVfLヴォルフスブルク戦に出場して欧州カップ戦デビューし、5月4日のUDアルメリア戦ではプリメーラ初の退場処分を経験した。2009-10シーズン後半戦はトップチームとビジャレアルBを行き来し、ビジャレアルBでリーグ戦22試合出場3得点、トップチームでリーグ戦7試合出場を記録した。
2016-17シーズン後の2017年5月30日、ACミランに移籍した。2020年1月頃から足首の炎症に苦しんでおり、その痛みを取り除くために6月頃に左足首の鍵穴手術を行い、長期離脱となった。
2021年1月27日、負傷したルイス・フェリペの代役としてSSラツィオに2023年までの延長オプション付きの半年契約で完全移籍した。しかし、ラツィオでの公式戦の出場は5試合に留まり、延長オプションを行使せず同年7月に退団した。

### 代表
2006年から2007年にかけて、アルゼンチンU-17代表として15試合に出場した。2007年の南米U-17選手権では3位となり、その結果出場したFIFA U-17ワールドカップではアルゼンチンの全5試合に出場したが、準々決勝でU-17ナイジェリア代表に0-2で敗れた。アルゼンチンU-20代表にも選出されたが、2009年の南米ユース選手権には出場しなかった。
2011年5月、セルヒオ・バティスタ監督によってアルゼンチン代表に初招集された。6月1日のナイジェリアとの親善試合 (1-4) に出場したアルゼンチン代表は実質的にBチームだったが、64分にエセキエル・ガライとの交代で途中出場してデビューを果たした。

## 人物
アルゼンチン出身であるが父方の祖父母がイタリアのアルバニア系少数民族アルブレッシュであり、姓はイタリア読みの「ムサッキオ」となる。

## 個人成績
2021年6月30日現在
| クラブ             | シーズン | リーグ | リーグ | カップ | カップ | 国際大会 | 国際大会 | その他 | その他 | 通算 | 通算 |
| クラブ             | シーズン | 出場   | 得点   | 出場   | 得点   | 出場     | 得点     | 出場   | 得点   | 出場 | 得点 |
| ------------------ | -------- | ------ | ------ | ------ | ------ | -------- | -------- | ------ | ------ | ---- | ---- |
| リーベル・プレート | 2006-07  | 5      | 0      | 0      | 0      | –        | –        | –      | –      | 5    | 0    |
| リーベル・プレート | 2007-08  | 1      | 0      | 0      | 0      | –        | –        | –      | –      | 1    | 0    |
| リーベル・プレート | 2008-09  | 4      | 0      | 0      | 0      | 1        | 0        | –      | –      | 5    | 0    |
| リーベル・プレート | 通算     | 10     | 0      | 0      | 0      | 1        | 0        | –      | –      | 11   | 0    |
| ビジャレアル       | 2009-10  | 7      | 0      | 0      | 0      | 1        | 0        | –      | –      | 8    | 0    |
| ビジャレアル       | 2010-11  | 31     | 0      | 6      | 0      | 15       | 0        | –      | –      | 52   | 0    |
| ビジャレアル       | 2011-12  | 30     | 0      | 2      | 0      | 7        | 0        | –      | –      | 39   | 0    |
| ビジャレアル       | 2012-13  | 39     | 2      | 1      | 0      | –        | –        | –      | –      | 40   | 2    |
| ビジャレアル       | 2013-14  | 32     | 1      | 3      | 0      | –        | –        | –      | –      | 35   | 1    |
| ビジャレアル       | 2014-15  | 14     | 3      | 3      | 0      | 7        | 0        | –      | –      | 24   | 3    |
| ビジャレアル       | 2015-16  | 13     | 1      | 3      | 0      | 5        | 0        | –      | –      | 21   | 1    |
| ビジャレアル       | 2016-17  | 23     | 0      | 1      | 0      | 6        | 0        | –      | –      | 30   | 0    |
| ビジャレアル       | 通算     | 189    | 7      | 19     | 0      | 41       | 0        | –      | –      | 249  | 7    |
| ミラン             | 2017-18  | 15     | 0      | 0      | 0      | 7        | 1        | –      | –      | 22   | 1    |
| ミラン             | 2018-19  | 29     | 1      | 3      | 0      | 1        | 0        | –      | –      | 33   | 1    |
| ミラン             | 2019-20  | 18     | 0      | 0      | 0      | –        | –        | –      | –      | 18   | 0    |
| ミラン             | 2020-21  | 1      | 0      | 1      | 0      | –        | –        | –      | –      | 2    | 0    |
| ミラン             | 通算     | 63     | 1      | 4      | 0      | 8        | 1        | –      | –      | 75   | 2    |
| ラツィオ           | 2020-21  | 4      | 0      | 0      | 0      | 1        | 0        | –      | –      | 5    | 0    |
| ラツィオ           | 通算     | 4      | 0      | 0      | 0      | 1        | 0        | –      | –      | 5    | 0    |
| 総通算             | 総通算   | 266    | 8      | 23     | 0      | 51       | 1        | –      | –      | 340  | 9    |

### 試合数
国際Aマッチ 6試合 0得点（2011-2017）
| アルゼンチン代表 | 国際Aマッチ | 国際Aマッチ |
| 年               | 出場        | 得点        |
| ---------------- | ----------- | ----------- |
| 2011             | 2           | 0           |
| 2015             | 1           | 0           |
| 2016             | 1           | 0           |
| 2017             | 2           | 0           |
| 通算             | 6           | 0           |

## タイトル

### クラブ
CAリーベル・プレート
- プリメーラ・ディビシオン：1回 (クラウスーラ 2008)